# David Puczka
David Puczka (* 26. Jänner 2005) ist ein österreichischer Fußballspieler.

## Karriere

### Verein
Puczka begann seine Karriere beim Favoritner AC. Zur Saison 2013/14 wechselte er zum FK Austria Wien. Im März 2017 schloss er sich der Jugend des FC Admira Wacker Mödling an. Bei der Admira durchlief er ab der Saison 2019/20 dann auch sämtliche Altersstufen in der Akademie. Im April 2022 debütierte er für die Amateure des Klubs in der Regionalliga. Bis Saisonende kam er zu zwei Regionalligaeinsätzen, Admira II stellte allerdings danach den Spielbetrieb ein.
Puczka rückte daraufhin zur Saison 2022/23 in den Profikader, primär kam er aber wieder in der Akademie zum Einsatz. Sein Profidebüt gab er im Juli 2022 in der Erstrundenpartie des ÖFB-Cups gegen die SVg Purgstall. Sein Debüt in der 2. Liga folgte dann im Mai 2023, als er am 27. Spieltag jener Saison gegen den FC Dornbirn 1913 in der 74. Minute für George Davies eingewechselt wurde. Insgesamt kam er für die Admira zu 30 Zweitligaeinsätzen, in denen er zweimal traf.
Zur Saison 2024/25 wechselte Puczka nach Italien zu Juventus Turin, wo er für die Drittligamannschaft verpflichtet wurde.

### Nationalmannschaft
Puczka debütierte im September 2022 gegen Schweden für die österreichische U-18-Auswahl.